# Материнское воскресенье
«Материнское воскресенье» (англ. Mothering Sunday) — британский драматический фильм, снятый Эвой Юссон по сценарию Элис Бирч на основе одноимённой новеллы Грэма Свифта. В главных ролях: Одесса Янг, Джош О’Коннор, Оливия Колман и Колин Ферт.

## В ролях
- Одесса Янг — Джейн Фэрчайлд
- Джош О’Коннор — Пол
- Оливия Коулман — Mrs. Нивен
- Колин Ферт — Mr. Нивен
- Шопе Дирису — Дональд
- Эмма Д’Арси — Эмма Хобдэй

## Производство
В июне 2020 года стало известно, что Одесса Янг, Джош О’Коннор, Оливия Колман и Колин Ферт присоединились к актёрскому составу фильма, а Эва Юссон выступит в качестве режиссёра по сценарию Элис Бирч. В сентябре 2020 года Шопе Дирису присоединился к актёрскому составу фильма.
Съёмочный период начался в сентябре 2020 года.

## Релиз
В сентябре 2020 года Sony Pictures Classics приобрела права на дистрибуцию фильма в США.